# Камбон, Вентура
Вентура Камбо́н (исп. Ventura Cambón; 12 февраля 1904, Монтевидео — 26 ноября 1957, Сан-Паулу) — уругвайский футболист, левый полузащитник. После завершения карьеры долгое время работал тренером в Бразилии.

## Карьера
Вентура Камбон начал карьеру в клубе «Пеньяроль Университарио». Команда имела статус коммерческой, проводившей выставочные матчи и таким образом зарабатывающей денежные средства. В 1928 году «Пеньяроль Университарио» совершал турне по Бразилии, представляясь оригинальным «Пеньяролем» для статуса. Было проведено две игры, с «Коринтиансом» (2:1) и «Палестрой Италия» (2:2). Камбон своей игрой заинтересовал руководителей «Палестры», после чего начались долгие двухгодичные переписки, закончившиеся тем, что в 1930 году Вентура стал игроком клуба этой команды. Он дебютировал в матче с «Сан-Паулу» (2:2). На первых этапах уругвайцу помог его соотечественник, ассистент главного тренера команды Умберто Кабельи, с которым они играли вместе в «Университарио». 1 мая 1932 года Палестра встречалась с клубом «Сирио». Вратарь команды Жоэл Наварини на 25-й минуте матча получил травму. Из-за отсутствия правила, позволяющего производить замены, в ворота необходимо было встать какому-то полевому игроку. Этим футболистом оказался Камбон. Он провёл все оставшееся время, играя в воротах и не пропустил ни одного гола. «Палестра» выиграла со счётом 4:0. В том же году Вентура выиграл с клубом чемпионат штата Сан-Паулу. Годом позже он выиграл ещё один чемпионат штата и турнир Рио — Сан-Паулу. Всего за «Палестру» Камбон провёл 56 матчей и забил 4 гола. Последний матч за клуб футболист провёл 16 июня 1935 года против «Жабакуары» (5:1).
Завершив карьеру, Камбон остался в клубе тренером. Он начал тренировал сначала юношеский, а затем молодёжные составы команды. В 1935 году Вентура стал главным тренером первой команды. Дебютом для Камбона-тренера стал матч чемпионата штата с «Португезы Сантиста», где его команда победила со счётом 3:0. Он тренировал ещё с 1935 по 1936. В нескольких матчах заменял Рамона Платеро на посту главного тренера. А в 1939 году добился первого успеха — победы на турнире начала чемпионата Паулиста. В 1942 году «Палестра Италия» была переименована в «Палмейрас». В 1944 году Камбон привёл клуб к победе в чемпионате штата. С сентября 1945 по февраль 1946 года Камбон возглавлял клуб для участия в турнире в Монтевидео. В конце 1950 года Вентура в очередной раз возглавил клуб после ухода из команды Джима Лопеса. И в том же году привёл «Палмейрас» к своему второму выигрышу первенства штата.  А на следующий год «Палмейрас» одержал победу в турнире Рио — Сан-Паулу и Кубке Рио. В 1957 году Камбон последний раз ступил на пост главного тренера команды. Всего под руководством Вентуры клуб провёл 288 матчей, из которых выиграл 161. В том же году Камбон умер. Он был похоронен на кладбище Сантана в Сан-Паулу.

## Клубная статистика
| Сезон | Команда         | Игры | Голы |
| ----- | --------------- | ---- | ---- |
| 1930  | Палестра Италия | 5    | 0    |
| 1931  | Палестра Италия | 33   | 3    |
| 1932  | Палестра Италия | 5    | 1    |
| 1933  | Палестра Италия | 8    | 0    |
| 1934  | Палестра Италия | 3    | 0    |
| 1935  | Палестра Италия | 2    | 0    |

## Достижения

### Как игрок
- Чемпион штата Сан-Паулу: 1932, 1933
- Победитель турнира Рио — Сан-Паулу: 1933

### Как тренер
- Победитель турнира начала чемпионата Паулиста: 1939
- Чемпион штата Сан-Паулу: 1944, 1950
- Обладатель Кубка города Сан-Паулу по футболу: 1945, 1951
- Обладатель Кубка Рио: 1951
- Победитель турнира Рио — Сан-Паулу: 1951